# Reineta Pinta
Reineta Pinta es el nombre de una variedad cultivar de manzano (Malus domestica). Esta manzana está cultivada en diversos viveros entre ellos algunos dedicados a conservación de árboles frutales en peligro de desaparición. Esta manzana es originaria del Principado de Asturias (Concejo de Nava), donde tuvo su mejor época de cultivo comercial en la década de 1960, y actualmente en menor medida aún se encuentra.

## Sinónimos
- "Manzana Reineta Pinta",[6][8][9]
- "Raneta Pinta".

## Historia
Asturias presenta unas condiciones de clima y de suelos excelentes para el cultivo del manzano. De hecho, hasta mediados del siglo XX Asturias era la mayor productora de manzana de toda la península ibérica. Sin embargo, esa situación cambió como consecuencia de la aparición de nuevas zonas de cultivo en el nordeste peninsular y, sobre todo, a que en Asturias no se concretaron canales de comercialización adecuados.
'Reineta Pinta' es una variedad del Principado de Asturias. El cultivo del manzano en Asturias en superficies importantes se remonta a principios del siglo XX. Las plantaciones originales se realizaron con variedades indígenas ('Amandi', 'Carapanón', 'Chata Blanca', 'Reineta Caravia', 'Reineta Encarnada de Asturias' y otras), posteriormente se dio paso a otras variedades extranjeras como la 'Reineta de Canadá' que es la más cultivada actualmente en 2020.
'Reineta Pinta' está considerada incluida en las variedades locales autóctonas muy antiguas, cuyo cultivo se centraba en comarcas muy definidas. Se caracterizaban por su buena adaptación a sus ecosistemas y podrían tener interés genético en virtud de su adaptación. Se encontraban diseminadas por todas las regiones fruteras españolas, aunque eran especialmente frecuentes en la España húmeda. Estas se podían clasificar en dos subgrupos: de mesa y de sidra (aunque algunas tenían aptitud mixta).
'Reineta Pinta' es una variedad clasificada mixta como de mesa, y manzana de idra, difundido su cultivo en el pasado por los viveros comerciales y cuyo cultivo en la actualidad se ha reducido a huertos familiares y jardines privados.

## Características
El manzano de la variedad 'Reineta Pinta' tiene un vigor Medio; florece a inicios de mayo; tubo del cáliz triangular o en embudo corto, y con los estambres situados por la mitad.
La variedad de manzana 'Reineta Pinta' tiene un fruto de tamaño medio; forma cónico-truncada o esférico-aplastada, ventruda en su parte media y  acostillada, y con contorno irregular; piel tosca y al mismo tiempo suavemente untuosa; con color de fondo verde amarillo, siendo el color del sobre color rojo cobrizo, importancia del sobre color importante, siendo su reparto en chapa / rayas, con chapa rojo cobrizo entremezclado de rayado, acusa punteado y enmarañado ruginoso dando aspecto rudo al fruto, y una sensibilidad al "russeting" (pardeamiento áspero superficial que presentan algunas variedades) muy débil; pedúnculo corto, fuerte, leñoso, ensanchado en su extremo saliente, anchura de la cavidad peduncular es amplia o mediana, profundidad de la cavidad pedúncular profunda con costra ruginosa en el fondo sobrepasando frecuentemente la cavidad, bordes irregularmente ondulado, y con importancia del 
"russeting" en cavidad peduncular débil; anchura de la cavidad calicina variable, profundidad de la cav. calicina levemente, de fondo suavemente fruncido y bordes ondulados, importancia del "russeting" en cavidad calicina ausente; ojo medio o pequeño, cerrado, abierto o entreabierto; sépalos triangulares, carnosos en su base y compactos; otros, por el contrario, hay separación entre sí y aunque de igual forma son más cortos, siempre las puntas vueltas hacia fuera.
Carne de color amarilla con fibras verdosas; textura tierna, jugosa; sabor característico de la variedad, acidulado; corazón desplazado, bulbiforme. Eje cerrado o entreabierto. Celdas pmarcadamente redondeadas y apuntadas en la inserción, cartilaginosas y rayadas. Semillas alargadas y puntiagudas.
La manzana 'Reineta Pinta' tiene una época de maduración y recolección tardía en el invierno, se recolecta desde mediados de mediados de noviembre a mediados de diciembre, madura durante el invierno aguanta fresca varios meses más, hasta marzo. Tiene uso mixto pues se usa como manzana de mesa fresca, y también como manzana para elaboración de sidra, es una variedad de sidra semiácida integrada dentro de la DOP.  tanto el sabor como el olor son extraordinarios.

## Susceptibilidades
Como esta variedad presenta una cierta sensibilidad a enfermedades, especialmente moteado y chancro del manzano, su cultivo es más aconsejable en terrenos bien expuestos al sur. Resultará además necesaria una protección fitosanitaria específica, especialmente en primavera y a la caída de la hoja, sobre todo en años lluviosos o tras una temporada de alta incidencia de estas enfermedades.